# Emily Wickersham
Emily Kaiser Wickersham (Kansas, 26 april 1984) is een Amerikaanse actrice.

## Biografie
Wickersham werd geboren in Kansas, maar groeide op in Westchester County in de staat New York.
Wickersham trouwde in 2010 met muzikant Blake Hanley en scheidde in 2018.

## Carrière
Wickersham begon in 2006 met acteren in de talkshow Late Show with David Letterman, waarna zij nog meerdere rollen speelde in televisieseries en films. Zij is vooral bekend van haar rol als Ellie Bishop in de televisieserie NCIS, die zij van seizoen 11 t/m seizoen 18 speelde.

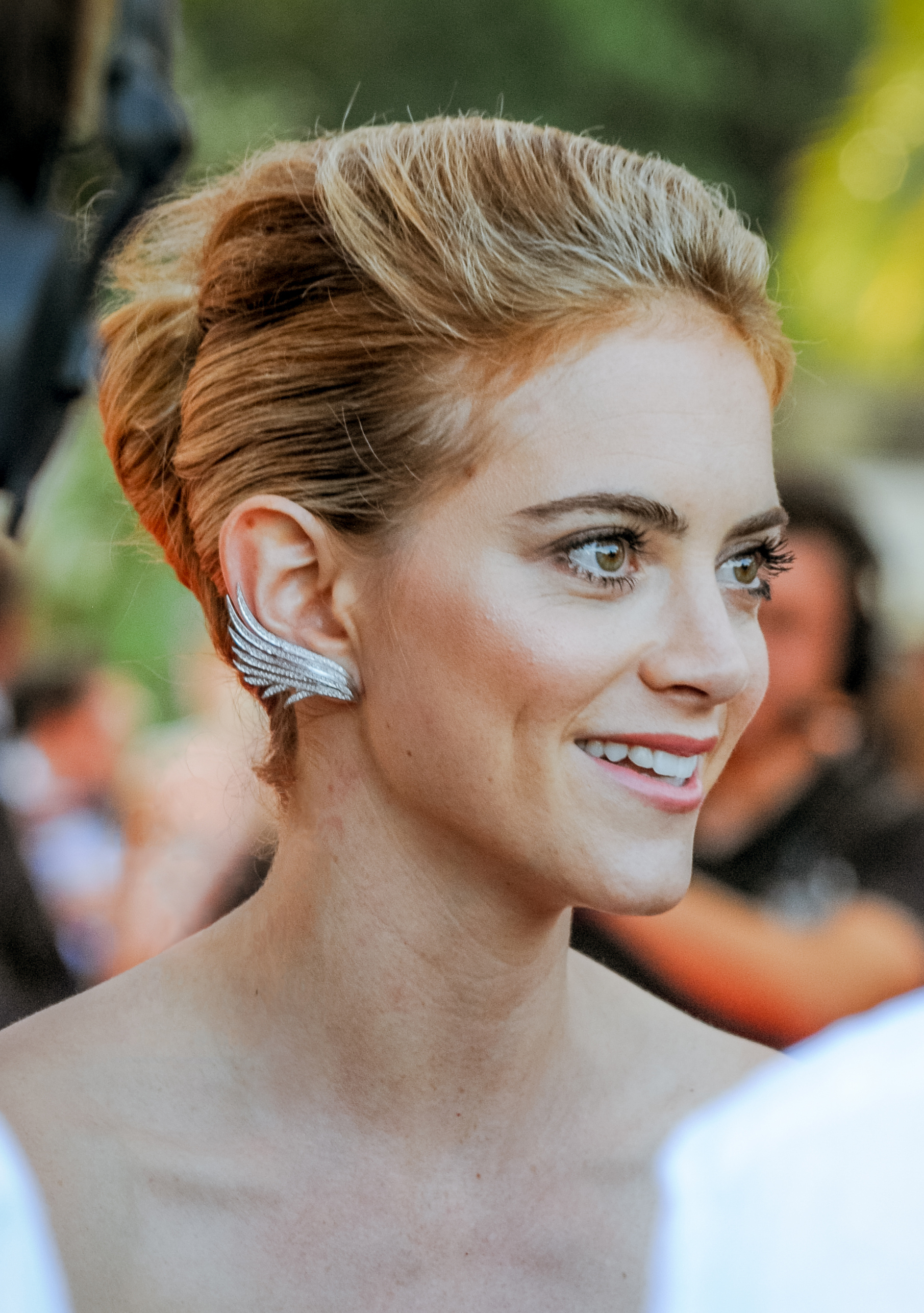
Emily Wickersham op het Festival de télévision de Monte-Carlo in 2014

## Filmografie

### Films
- 2015 Glitch - als Vanessa
- 2012 Gone - als Molly
- 2011 I Am Number Four - als Nicole
- 2010 Remember Me - als Miami Blonde
- 2009 How I Got Lost - als Taylor
- 2009 Taking Chance - als Kelley Phelps
- 2008 Definitely, Maybe - als stageloper
- 2007 Mitch Albom's For One More Day - als Maria Benetto Lang
- 2007 Gardener of Eden - als Kate

### Televisieseries
Uitgezonderd eenmalige gastrollen.
- 2013-2021 NCIS - als Ellie Bishop - 172 afleveringen
- 2013 The Bridge - als Kate Millwright - 3 afleveringen
- 2006-2007 The Sopranos - als Rhiannon Flammer - 4 afleveringen

- Library of Congress Control Number: no2015027380
- Virtual International Authority File: 315085034
- WorldCat: E39PBJyx9WqCjrvFbRWBvmwQv3